# Mitteldorf (Gemeinde Virgen)

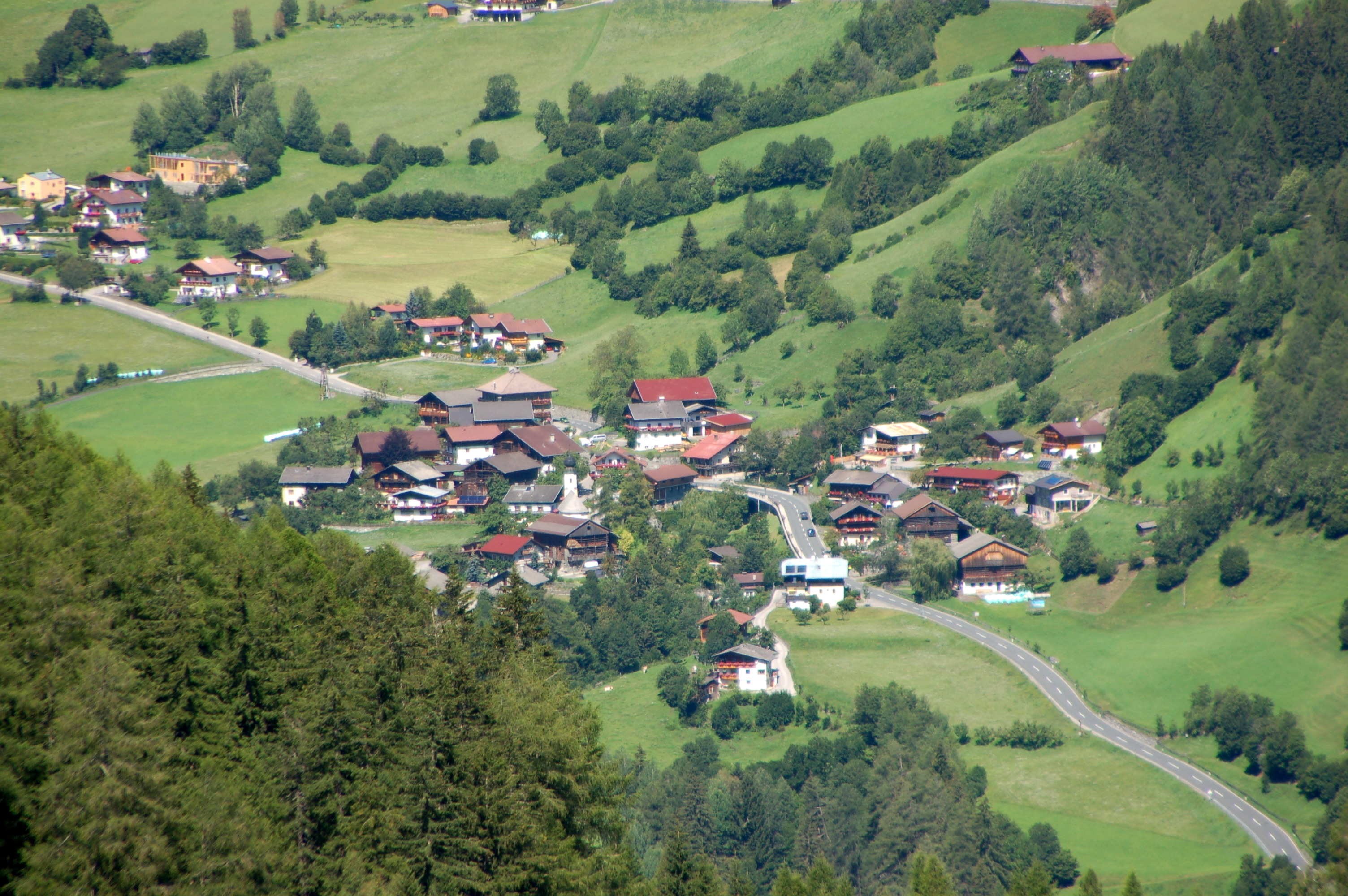
Ortskern von Mitteldorf an der Virgentaler Landesstraße

Mitteldorf ist eine Fraktion der Gemeinde Virgen in Osttirol. Die Ortschaft an der Virgental Landesstraße umfasste 2001 255 Einwohner und war damit die bevölkerungsmäßig drittgrößte Fraktion von Virgen. Zu Mitteldorf zählt auch der Weiler Bach, der sich im Norden an Mitteldorf anschließt.

## Lage

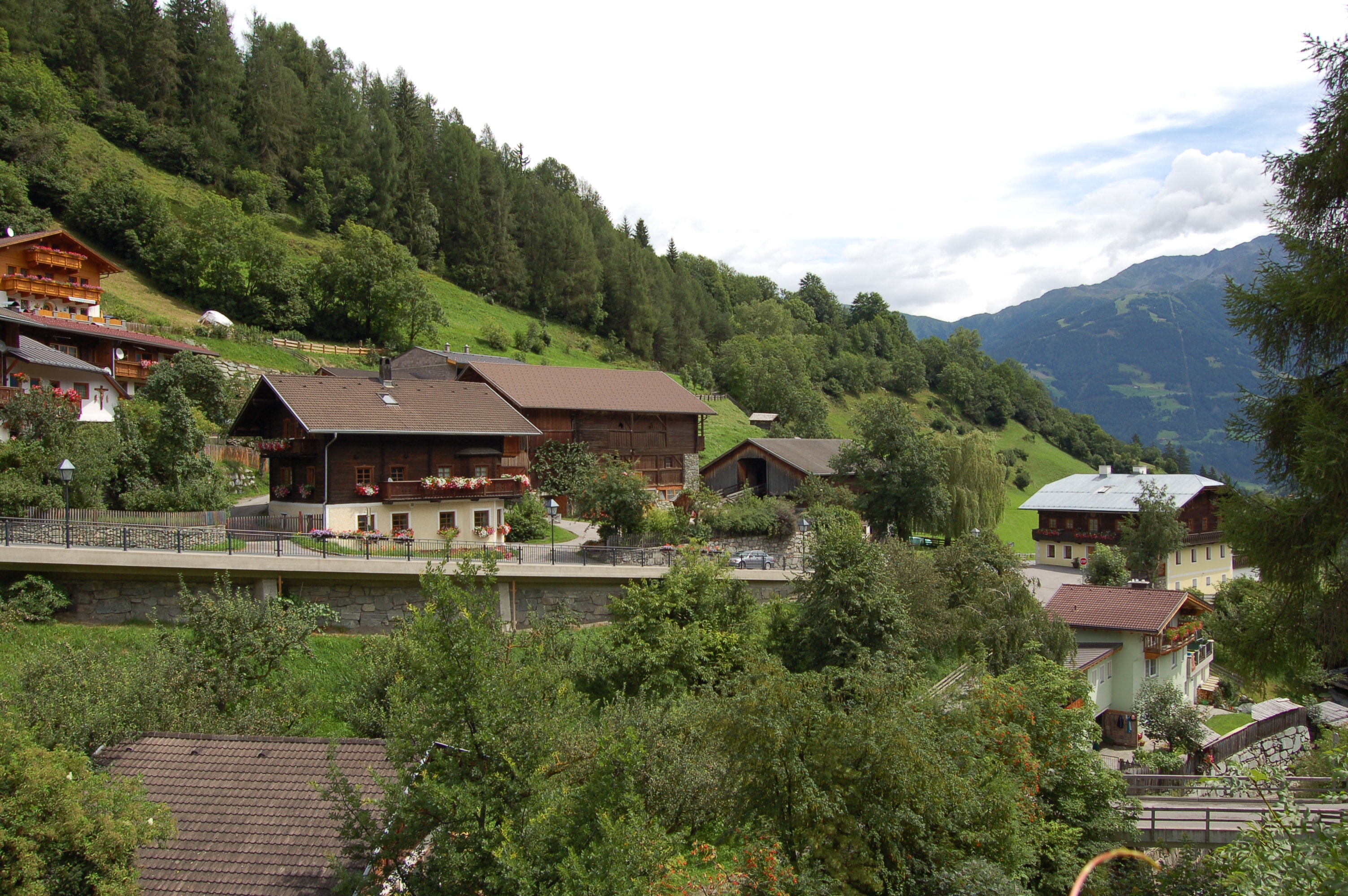
Zentrum von Mitteldorf am Mitteldorfer Bach

Mitteldorf ist die östlichste Fraktion der Gemeinde Virgen, wobei der Siedlungskern der Ortschaft am Kreuzungspunkt des Mitteldorfer Baches mit der Virgental Landesstraße liegt. Die Fraktion dehnt sich vom Ortskern nach Westen bis zur Fraktion Virgen-Dorf aus, mit der Mitteldorf am Feldflurweg bereits zusammengewachsen ist. Zudem gehört der Weiler Bach im Norden von Mitteldorf zur Fraktion, der neben einem Wohnhaus die Bauernhöfe Neublasser, Gillinger, Innerblaser und Lienharter umfasst. Der Ortskern von Mitteldorf liegt in einer Höhe von 1.089 Metern.

## Geschichte
Auf Grund der Lage von Mitteldorf im windgeschützten Virgental ist Mitteldorf gegenüber den umliegenden Bergbauernhöfen klimatisch begünstigt und war Standort zahlreicher Obstbäume. Die Mitteldorfer Kapelle wurde 1655 fertiggestellt, gehörte jedoch 1782 pfarrlich zum benachbarten Matrei. Erst zu diesem Zeitpunkt wurde Mitteldorf nach Virgen eingepfarrt. In den 1930er Jahren suchten auf Grund von Brandstiftung schwere Brände den Ort heim. Nachdem 1932 bereits das Gasthaus Luggeser abgebrannt war, äscherte ein Großbrand 1933 fast das gesamte Dorf ein. 1934 wurden die übrigen Höfe am Westende von Mitteldorf ein Raub der Flammen. Lediglich der große vierkantige und steingemauerte Danerhof widerstand dem Brand. Die Höfe von Mitteldorf wurden in der Folge wiedererrichtet, der Gasthof Luggeser zog am Dorfeingang in das alte Feidlerhaus ein.

## Kapelle Mitteldorf

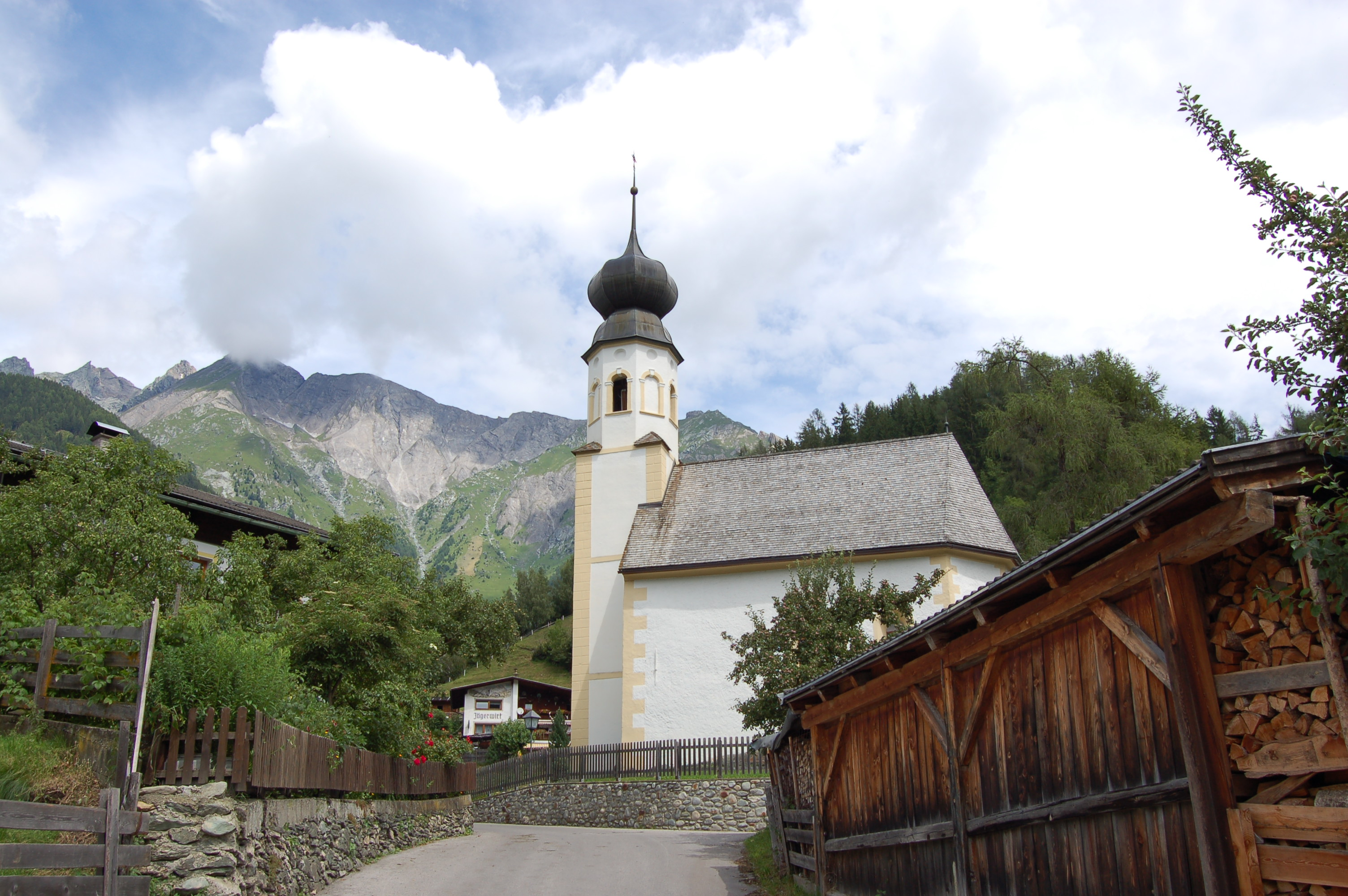
Kapelle zur heiligen Magdalena

Die Kapelle zur heiligen Magdalena wurde 1655 fertiggestellt und 1791 erneuert. Sie ist äußerlich ohne besondere Gliederung und verfügt über einen Chor mit 3/8-Schluss. Der Fassadenturm mit Stockwerksgliederung wurde 1718 aufgebaut und geht im oberen Bereich von einem viereckigen Grundriss in ein Oktogon über. Gekrönt wird der Turm von einer Zwiebelhaube. Der Innenraum der Kapelle ist durch drei Joche und den Chor sowie schmale Pilaster gegliedert. Die Decke ist als Tonnengewölbe mit Stichkappen ausgeführt, zudem besteht eine Empore. Das Gewölbe ist mit Malereien verziert die den Gnadenstuhl, die Anbetung der Hirten, Jesus Christus am Ölberg sowie Maria Magdalena zeigen. Die Malereien werden Josef Weiskopf dem Jüngeren zugeschrieben. Reste ursprünglicher, barocker Malerei sind noch in einer Kartusche sichtbar. Der Hauptaltar aus dem Ende des 18. Jahrhunderts verfügt über Säulen, Gebälk und einen mit Ornamenten und Putti verzierten Aufsatz. Das Altarbild selbst zeigt die Kreuzabnahme Jesu. Des Weiteren befinden sich ein Bild des heiligen Antonius vor Maria aus dem 18. Jahrhundert sowie ein Mariahilfbild nach Lucas Cranach von Josef Weiskopf dem Älteren aus dem Jahr 1864 in der Kirche. Während die Empore durch ein Bild der Auferstehung mit der Datierung „J. Weiskopf 1867“ geschmückt ist, werden die Pilastern der Kapelle von mehreren Heiligenfiguren geziert, die anhand ihrer Attribute identifiziert werden können. So finden sich die Figuren des heiligen Paulus (mit Schwert), des heiligen Petrus (Schlüssel), des heiligen Florians (brennendes Haus), des heiligen Chrysanthus (Gerippe), des heiligen Silvesters und eines Papstes in der Kapelle.

## Persönlichkeiten
- Josef Veiter (1819–1902), Bildhauer und Maler